# Поріччя (Берестовицький район)
Поріччя (біл. Парэчча) — село в складі Берестовицького району Гродненської області, Білорусь. Село підпорядковане Макарівецькій сільській раді, розташоване у західній частині області.